# Пановка (Славгородський округ)
Пано́вка (рос. Пановка) — село у складі Славгородського округу Алтайського краю, Росія.

## Населення
Населення — 143 особи (2010; 238 у 2002).
Національний склад (станом на 2002 рік):
- росіяни — 72 %